# تمام بنت الحسين
تمام بنت الحسين بن قنان (- 597 هـ) واعظة صالحة سمعت من هبة الله بن الطبر. 